# Ranops
Genre
Ranops est un genre d'araignées aranéomorphes de la famille des Zodariidae.

## Distribution
Les espèces de ce genre se rencontrent en Afrique du Sud, en Namibie, au Botswana, au Zimbabwe et en Tanzanie.

## Liste des espèces
Selon World Spider Catalog (version 21.5, 09/01/2021) :
- Ranops caprivi Jocqué, 1991
- Ranops dippenaarae Russell-Smith & Jocqué, 2015
- Ranops robinae Jocqué & Henrard, 2020
- Ranops tharinae Jocqué & Henrard, 2020
- Ranops wandae Jocqué & Henrard, 2020

## Publication originale
- Jocqué, 1991 : « A generic revision of the spider family Zodariidae (Araneae). » Bulletin of the American Museum of Natural History, no 201, p. 1-160 (texte intégral).